# Elmer Lamppa
Elmer Oscar Lamppa, född 13 december 1894 i Virginia, Minnesota, död 13 maj 1974 i Embarrass, Minnesota, var en amerikafinländsk sångare.
Lamppa var son till Karl Isak Lamppa och Sophia Kandelin. Fadern var hemmahörande i Kainulasjärvi i nuvarande Pajala kommun och modern föddes i Korpikylä utanför svenska Karungi. Lamppa arbetade ursprungligen som barberare och senare som musikförsäljare. 1927 gjorde Lamppa tio skivinspelningar tillsammans med dragspelarna H. Saarinen och Eddy Jaakkala. Lamppa framförde sånger av bland andra J. Alfred Tanner och Martti Nisonen.

## Skivinspelningar
| Datum            | Sånger | Ackompanjemang                  |
| ---------------- | --- | ------------------------------- |
| 2 juli 1927      | Kulkurin laulu (text: Martti Nisonen) Saukkosen avioero (text: Oskar Nyström) Suomalainen kansanlaulu Viinatrokarin laulu (text: Tatu Pekkarinen)                     | Eddy Jaakkala (dragspel, piano) |
| 29 november 1927 | Markkinamatka (text: J. Alfred Tanner) Pelti-Liisa (text: Kalle Kaljupää (pseudonym)) Pois sormet (text: Martti Nisonen) Poliisina ollessani (text: J. Alfred Tanner) | H. Saarinen (dragspel)          |
| 6 december 1927  | Kehtolaulu (text: Richard Lamppa) Syömmeni kamarissa (text: Tatu Pekkarinen)                                                                                          | H. Saarinen (dragspel)          |